# Ulica Henryka Dąbrowskiego w Chorzowie
Ulica gen. Jana Henryka Dąbrowskiego w Chorzowie – jedna z ulic w chorzowskich dzielnicach Centrum i Chorzów-Batory. Biegnie od ul. Katowickiej (DK 79) do ul. Armii Krajowej, krzyżując się m.in. z ul. Króla J. III Sobieskiego, ul. M. Kopernika, ul. M. Drzymały, ul. Hajducką, ul. J. Omańkowskiej, ul. Cichą.
Droga przed I wojną światową nosiła nazwę Gneisenaustraße, a później Parkstraße (pierwszy odncinek) i Scharnhorststraße (drugi odcinek); w dwudziestoleciu międzywojennym: H. Dąbrowskiego, Rejtana, później Nowotki.

## Obiekty historyczne
Przy ulicy znajdują się następujące historyczne obiekty i miejsca:
- Park Hutników (między ul. Powstańców Śląskich i ul. gen. Jana H. Dąbrowskiego), założony w latach 1872–1873, wpisany do rejestru zabytków 1 sierpnia 2001 (nr rej.: A/49/01);
- kamienica mieszczańska (ul. gen. J. H. Dąbrowskiego 11), wzniesiona około 1900 w stylu neobarokowym, ustawiona w układzie kalenicowym, wpisana do rejestru zabytków 8 października 1998 (nr rej.: A/1682/98);
- willa di Biasi (ul. H. Dąbrowskiego 22), wpisana do rejestru zabytków 15 maja 2020 (nr rej. A/647/2020)[6];
- eklektyczny murowany budynek szkolny – obecnie siedziba IV Liceum Ogólnokształcącego im. Marii Skłodowskiej-Curie (ul. gen. J. H. Dąbrowskiego 34), wzniesiony około 1908, na planie prostokąta, murowany z cegły (z użyciem kamienia); budowlę wpisano do rejestru zabytków 1 października 1981 (nr rej.: A/1267/81, granice obejmują budynek szkoły wraz ze stylowym wystrojem oraz najbliższe otoczenie, wyznaczone ogrodzeniem; obecny nr rej. A/1160/23[7]); na fasadzie budynku umieszczono tablicę, upamiętniającą chorzowskich nauczycieli, poległych i pomordowanych w latach II wojny światowej (67 nazwisk);
- cmentarz parafialny z pomnikiem-grobem zbiorowym wojennym dwudziestu ośmiu żołnierzy Wojska Polskiego z 75. Pułku Piechoty, poległych 2 września 1939; na cmentarzu znajduje się także mogiła zbiorowa wojenna Henryka Pięty i Mariana Moja, poległych w obronie Chorzowa w walce z hitlerowcami we wrześniu 1939;
- pomnik Fryderyka Chopina (ul. gen. J. H. Dąbrowskiego/pl. Fryderyka Chopina);
- budynek administracyjny[8] Zakładu Ubezpieczeń Społecznych (ul. gen. J. H. Dąbrowskiego 45); na jego fasadzie umieszczono tablicę upamiętniającą budowę budynku; obiekt wpisano do rejestru zabytków 13 września 2022 (nr rej. A/1039/22)[9];
- kościół pw. Ducha Świętego (ul. gen. H. Dąbrowskiego 104); budynek ukończono w 1963; został wpisany do rejestru zabytków 22 marca 2022 (nr rej. A/949/2022)[10]; wpis do rejestru zabytków objął budynek kościoła wraz z kaplicą oraz łącznikiem[11].

## Instytucje
Przy ul. gen. J. H. Dąbrowskiego swoją siedzibę mają: Miejski Dom Kultury nr 1 (ul. gen. H. Dąbrowskiego 7), Akademicki Zespół Szkół Ogólnokształcących w Chorzowie – I Liceum Ogólnokształcące im. J. Słowackiego i Gimnazjum Dwujęzyczne (ul. gen. J. H. Dąbrowskiego 36), IV Liceum Ogólnokształcącego im. Marii Skłodowskiej-Curie (ul. gen. H. Dąbrowskiego 34), Szkoła Podstawowa nr 4 i Gimnazjum Nr 1 (ul. gen. H. Dąbrowskiego 53), parafia Ewangelicko-Augsburska w Chorzowie (ul. gen. H. Dąbrowskiego 22), oddział ZUS (ul. gen. H. Dąbrowskiego 45), Miejski Ośrodek Sportu i Rekreacji w Chorzowie – hala sportowa (ul. gen. H. Dąbrowskiego 113), parafia Ducha Świętego w Chorzowie (ul. gen. H. Dąbrowskiego 104), firmy i przedsiębiorstwa handlowo-usługowe, Państwowa Szkoła Muzyczna im. Grzegorza Fitelberga w Chorzowie (ul. gen. H. Dąbrowskiego 43). Ulicą kursują autobusy ZTM.